# Manitoba Census Division No. 17
Die Census Division No. 17 in der kanadischen Provinz Manitoba gehört zur Parklands Region. Sie hat eine Fläche von 13642,9 km² und 22.205 Einwohner (Stand: 2016). 2011 betrug die Einwohnerzahl 22.208.

## Census Subdivisions
Im Folgenden die „Census Subdivisions“ („Zensus-Untergliederungen“) der Division No. 17 mit Stand vom Census 2016.
- Alonsa (Rural municipality)
- Dauphin (Rural municipality)
- Dauphin (City)
- Division No. 17, Unorganized (Unorganized)
- Ebb and Flow 52 (Indian reserve)
- Ethelbert (Municipality)
- Gilbert Plains (Municipality)
- Grandview (Municipality)
- Lakeshore (Rural municipality)
- McCreary (Municipality)
- Mossey River (Rural municipality)
- Ste. Rose (Municipality)